# Картал (Стамбул)
Картал (тур. Kartal) — район Стамбула, Туреччина, розташований в анатолійській частині міста, на узбережжі Мармурового моря між Малтепе і Пендіком.
Попри віддаленість від центру міста, Картал густонаселений (загальне населення 541 209 осіб) (перепис 2008 року). 
Загальна площа території становить 147 000 м², містить деякі сільські райони всередині країни. 
Межує з Малтепе на заході, Султанбейлі та Санджактепе на півночі та Пендік на сході. 
Углиб узбережжя суша різко підіймається до пагорбів Якакик і Айдос, останній з яких є найвищою точкою в Стамбулі. 

## Історія
Картал («орел» турецькою мовою, хоча етимологічно неточно) був рибальським селом на березі Мармурового моря за часів Візантійської імперії, що називалося Карталімен або Карталімін по-грецьки, і було засноване на початку 6 століття. 
В 11 столітті місто було завойоване правителем сельджуків Сулейман-шахом. 
У 1329 році Картал увійшов до складу Османської імперії, але візантійці знову захопили місто в 1403 році та утримували його протягом 17 років, перш ніж знову повернути його османам. 

Відповідно до загального перепису населення Османської імперії 1881/82-1893 рр., каза Картал мала загальну кількість населення 12 969 осіб, що складалося з 6 920 греків, 5 095 мусульман, 869 вірмен, 3 католиків, 1 єврея та 81 іноземного громадянина. 

У 1947 році Картал був промисловим районом, а з впровадженням приміських поїздів до станції Хайдарпаша з Гебзе в 1973 році Картал став ще більш важливим як промисловий район Стамбула. 
Проте нинішня тенденція полягає в тому, що заводи закриваються та переміщуються вглиб країни. 
Наприклад, великий цементний завод на березі, який планується перетворити на культурний центр, було закрито в 2003 році 
.
Поруч з пагорбом Драгош є руїни історичної римської лазні, яку відновлює Стамбульський археологічний музей за фінансової підтримки муніципалітету Картал. 

## Сьогодення
Розкішні житлові комплекси були побудовані на узбережжі, а також значно більше житла всередині країни, тому багато крамниць та інфраструктури було побудовано.
У цьому районі є ряд відомих приватних і державних шкіл, університет Малтепе є приватним університетом Картала.
Будівництво поблизу узбережжя сповільнилося після землетрусу 1999 року, коли люди дізналися, що велика лінія розлому проходить неподалік від узбережжя. 
Проте будівництво на висотах усередині країни продовжується швидкими темпами.
4 червня 2007 року муніципалітет Великого Стамбула та колишній мер Картала оголосили, що нове міське середовище міста буде побудовано в Картал-Пендіку. 
План містить центральний діловий район, розкішні житлові комплекси, культурні об'єкти, такі як концертні зали, музеї та театри, а також місця для відпочинку, а саме пристань для яхт і туристичні готелі. 

Картал — станція метро лінії M4. 
Служба приміських поїздів Мармарай також проходить через Картал.

## Географія
Узбережжя Картала має піщані та глинисті ґрунти, тоді як північна частина району переважно кремнеземна. 
На пагорбі Якаджик є поклади вапняку та кварцу.
Поточки Пашакьой , Каваклидере та Финдикли живлять водосховище за греблею Омерлі.

## Клімат
Картал має середземноморський клімат, з прохолодною зимою та теплим або спекотним літом. 
Картал захищений від дощу пагорбами Якаджик і Айдос, тому тут тепліший і сухіший мікроклімат, а літо в Стамбулі найсухіше. 
| Клімат Картала          | Клімат Картала | Клімат Картала | Клімат Картала | Клімат Картала | Клімат Картала | Клімат Картала | Клімат Картала | Клімат Картала | Клімат Картала | Клімат Картала | Клімат Картала | Клімат Картала | Клімат Картала |
| Показник                | Січ.           | Лют.           | Бер.           | Квіт.          | Трав.          | Черв.          | Лип.           | Серп.          | Вер.           | Жовт.          | Лист.          | Груд.          | Рік            |
| Середній максимум, °C   | 7,6            | 7,5            | 10,7           | 15,6           | 21,4           | 26,2           | 27,8           | 28,9           | 24,6           | 19,8           | 15,0           | 11,9           |                |
| Середня температура, °C | 5,5            | 5,4            | 7,8            | 12,6           | 18,7           | 21,6           | 23,6           | 23,6           | 21,8           | 16,5           | 12,0           | 8,3            |                |
| Середній мінімум, °C    | 2,4            | 2,3            | 4,5            | 8,5            | 13,0           | 17,4           | 18,8           | 19,7           | 16,2           | 13,5           | 9,3            | 5,0            |                |
| Норма опадів, мм        | 116.8          | 73.4           | 71.1           | 53.0           | 24.6           | 17.9           | 11.9           | 19.5           | 53.0           | 61.1           | 71.4           | 139.3          | 713.0          |
| ----------------------- | -------------- | -------------- | -------------- | -------------- | -------------- | -------------- | -------------- | -------------- | -------------- | -------------- | -------------- | -------------- | -------------- |
| Джерело:                |                |                |                |                |                |                |                |                |                |                |                |                |                |